# Nanko Port Town-lijn
De Nankō Port Town-lijn (南港ポートタウン線, Nankō Pōto-taun-sen, ook wel de New Tram genoemd) is een bandenmetro in de wijk Suminoe-ku in de Japanse stad Ōsaka. De lijn maakt deel uit van het vervoersnetwerk van Ōsaka, en verbindt de Chūō-lijn in het noorden met de Yotsubashi-lijn in het zuiden via de haven van Ōsaka, hetgeen de naam van de lijn verklaart. De lijn loopt van noord naar zuid en heeft als kenmerken de letter P (waarmee de stations worden aangeduid) en de kleur lichtblauw. De Nankō Port Town-lijn is 7,9 km lang en is volledig automatisch.

## Geschiedenis
Het eerste gedeelte van de bandenmetro, tussen Nakafutō en Suminoekōen, werd in 1981 geopend. In 1997 werd het laatste gedeelte tussen Nakafutō en Cosmosquare geopend en kreeg de lijn haar huidige vorm.

## Stations
| Nummer | Station           | Japans             | Afstand | Verbindingen                           | wijk       | wijk |
| ------ | ----------------- | ------------------ | ------- | -------------------------------------- | ---------- | ---- |
| P09    | Cosmosquare       | コスモスクエア     | 0,0     | Metro van Osaka: Chuo-lijn (C10)       | Suminoe-ku |      |
| P10    | Trade Center-mae  | トレードセンター前 | 0,6     |                                        | Suminoe-ku |      |
| P11    | Nakafutō          | 中ふ頭             | 1,3     |                                        | Suminoe-ku |      |
| P12    | Port Town-nishi   | ポートタウン西     | 2,0     |                                        | Suminoe-ku |      |
| P13    | Port Town-higashi | ポートタウン東     | 2,5     |                                        | Suminoe-ku |      |
| P14    | Ferry Terminal    | フェリーターミナル | 4,0     |                                        | Suminoe-ku |      |
| P15    | Nankō-higashi     | 南港東             | 4,8     |                                        | Suminoe-ku |      |
| P16    | Nankōguchi        | 南港口             | 5,4     |                                        | Suminoe-ku |      |
| P17    | Hirabayashi       | 平林               | 6,7     |                                        | Suminoe-ku |      |
| P18    | Suminoekōen       | 住之江公園         | 7,9     | Metro van Osaka: Yotsubashi-lijn (Y21) | Suminoe-ku |      |